# Raj Kapoor
Raj Kapoor (ur. 14 grudnia 1924 w Peszawarze, zm. 2 czerwca 1988 w Nowym Delhi) – indyjski aktor, producent, jeden z największych twórców w dziejach Bollywoodu.

## Kariera filmowa
Karierę filmową rozpoczynał jako aktor w teatrze swojego ojca Prithviraja; od 1935 roku grał małe role filmowe. W 1948 roku założył wytwórnię RK Films, najważniejsze studio filmowe w pierwszych latach niepodległości Indii. Jako producent, reżyser i aktor jednocześnie, zadebiutował w filmie Aag, gdzie wystąpił obok wielkiej gwiazdy indyjskiego kina, Nargis Dutt.
Kapoor jest laureatem wielu nagród filmowych indyjskiego kina, m.in. trzech statuetek National Film Awards i jedenastu Filmfare Lifetime Achievement. Nagroda za całokształt twórczości w kinie indyjskim (Filmfare Lifetime Achievement Award) po jego śmierci została nazwana jego imieniem. Był nominowany do dwóch nagród Złotej Palmy na festiwalu w Cannes za filmy Włóczęga (1951) i Boot Polish (1954). Jego rola w filmie Włóczęga została uznana za jedną z dziesięciu najlepszych ról wszech czasów według magazynu Time.
W 1971 roku rząd Indii uhonorował go orderem Padma Bhushan za wkład w sztukę, a w 1987 roku otrzymał najwyższe wyróżnienie filmowe w Indiach – Dadasaheb Phalke Award.

## Filmografia
- Barsaat (1949)
- Aah (1953)
- Włóczęga (1951)
- Boot Polish (1954)
- Paragraf i miłość (1955)
- Chori Chori (1956)
- Kanhaiya (1959)
- Main Nashe Men Hoon (1959)
- Jis Desh Men Ganga Behti Hai (1960)
- Aashiq (1962)
- Ek Dil Sao Afsane (1963)
- Sangam (1964)
- Teesri Kasam (1966)
- Around the World (1967)
- Diwana (1967)
- Sapnon Ka Saudagar (1968)
- Smutny błazen (1970)
- Kal Aaj Aur Kal (1971)

Źródła: